# Warlords (игра, 1980)
Warlords — аркадная игра, выпущенная Atari в 1980 году. Игра напоминает смесь Breakout и Quadrapong (предыдущих игр Atari) в том смысле, что в игру не только могут играть 4 игрока одновременно, но и в том, что «форты» в углах экрана представляют собой кирпичные стены, которые могут быть разрушены огненным шаром.
В Warlords использовались контроллеры с вращающимся колесом для управления игроком. Игра выпускалась как в вертикальной версии для 2 игроков, так и в горизонтальной для 4 игроков. В вертикальной версии используется черно-белый монитор, изображение с которого отражается зеркалом на фон с нарисованными замками, что придаёт игре трёхмерный вид. В вертикальную версию могут играть одновременно только два игрока, которые проходят уровни как команда. Горизонтальная версия является цветной и поддерживает игру от 1 до 4 игроков. Игры с 3 и 4 игроками представляют собой битву всех против всех, игра заканчивается, когда выигрывает один из игроков. Игра для 1 или 2 игроков идентична вертикальному варианту.
По сведениям Atari о числе выпущенных игр, было произведено 1014 вертикальных вариантов игры, и 1253 горизонтальных. Прототип игры назывался «Castles and Kings» и помещался в автомат для 4 игроков, подобный «Sprint 4» и имел большой размер. Было сделано только 2 экземпляра прототипа. Хотя игра была признана успешной, большой автомат было трудно производить в больших количествах, а также сложно устанавливать. Ввиду этого был выбран более компактный горизонтальный дизайн.
В 2008 году был выпущен порт игры для Xbox 360 через сервис Xbox Live Arcade, который включал в себя режим HD и поддержку камеры Xbox Live Vision.

## Игровой процесс
Игровой процесс Warlords представляет собой битву между четырьмя командирами. Игроками может контролироваться от 1 до 4 командиров. Каждому командиру принадлежит форт, имеющий свой цвет. Исходно использовались следующие четыре цвета: оранжевый, зеленый, бирюзовый и фиолетовый. Целью игры являлось разрушение стен вражеских фортов и уничтожение значка в центре (корона для человека, маска чёрного властелина для контролируемого компьютером игрока). Для этого необходимо было направить в нужное место огненный шар, отскакивавший от курсора, который игрок перемещал вокруг внешнего слоя своего замка. Огненный шар также мог быть задержан путём нажатия кнопки «Power Stone», однако при этом постепенно ухудшалось состояние собственных стен игрока. Когда значок противника уничтожался, на поле выпускался ещё один огненный шар. Последний игрок, значок которого оставался целым, награждался бонусными очками. Игра заканчивалась, когда все контролируемые игроками замки уничтожались.

## Версия для Atari 2600
Версия для приставки Atari 2600 была выпущена в 1981 году. В качестве контроллера в ней использовалось колесо, а не джойстики. Версия Warlords для 2600 часто называется одной из самых популярных игр для Atari 2600 и была признана 25-й лучшей игрой всех времён в 100-м выпуске Game Informer (август 2001). Портирование на 2600 port было выполнено Карлой Менински, одной из двух женщин-дизайнеров игр, которые работали в Atari в начале 1980-х.

## Отзывы
| Сводный рейтинг | Сводный рейтинг |
| Агрегатор       | Оценка          |
| --------------- | --------------- |
| GameRankings    | 50,62 %         |